# Лю Чен'ю
Лю Чен'ю (кит.: 劉承祐; піньїнь: Líu Chéngyòu; 28 березня 931 — 2 січня 951) — другий і останній імператор Пізньої Хань періоду п'яти династій і десяти держав.

## Життєпис
Лю Чен'ю було лише 16 років, коли він успадкував трон після смерті батька, імператора Лю Чжиюаня. Його правління позначилось арештами та стратами його впливових міністрів, що, зрештою, призвело до падіння династії. Коли він знищив родину генерала Го Вея, той із власним військом атакував столицю та вбив імператора, проголосивши нову династію — Пізню Чжоу.

## Девіз правління
- Цянью (乾祐) 948—951